# 小詹姆斯·卡德维尔
小詹姆斯·富兰克林·卡德维尔（英語：James Franklin Caldwell, Jr.，1959年5月24日—），美国海军上将退役，曾任美国海军核动力主任，之前担任美国海军监察长。